# Lev Rubinstein
Lev Semënovič Rubinstein (in russo Лeв Семёнович Рубинштейн?; Mosca, 19 febbraio 1947 – Mosca, 14 gennaio 2024) è stato un poeta, saggista e attivista russo, noto oppositore politico di Vladimir Putin, oltreché membro e uno dei fondatori del concettualismo moscovita.

## Biografia
Nato a Mosca da genitori ebrei, Lev Rubinstein studiò filologia all'Istituto pedagogico per gli studi per corrispondenza di Mosca. Dopo la laurea, lavorò come bibliotecario e bibliografo presso il medesimo istituto. Negli anni settanta e ottanta divenne uno dei principali scrittori della scena letteraria sovietica clandestina, in particolare per la sua associazione con il concettualismo moscovita. Nella sua carriera successiva, Rubinstein passò al giornalismo e all'attivismo sociale, scrivendo per Itogi e il Weekly Journal. 
Nel 1999 vinse il Premio Andrei Bely per borse di studio in discipline umanistiche.
Rubinstein raggiunse la notorietà per le sue "poesie da cartolina", in cui ogni strofa è rappresentata su una cartolina separata. Queste note evidenziano il testo sia come oggetto che come unità di espressione. Per leggere la poesia, il lettore deve interagire con il testo a livello fisico. Sebbene ogni strofa sia separata e numerata, le carte devono comunque essere lette nell'ordine prescritto.
Le poesie di Rubinstein incorporano diverse forme di espressione letteraria. Si muovono tra versi e prosa, a volte adottando la forma di un'opera teatrale o addirittura contenente spunti per il pubblico. Gran parte della scrittura stessa è una "quasi-citazione", una citazione che sembra tratta dalla vita di tutti i giorni, ma è invece attentamente costruita con uno stile e un metro specifici. Rubinstein prendeva spesso in prestito lo stile di importanti scrittori russi, adattando però le sue parole a questo stile, creando così citazioni che in realtà non erano citazioni.
Rubinstein venne spesso associato ai concettualisti di Mosca, un movimento artistico russo in cui il concetto ideativo dell'arte sostituisce i tradizionali focus artistici. Lo stesso Rubinstein affermò che "il concettualismo di Mosca unisce la sensazione interiore che il mondo è diviso, tutti i testi sono scritti, i dipinti sono disegnati".
L'8 gennaio 2024 venne investito da un'auto mentre passeggiava a Mosca. Portato d'urgenza all'ospedale, morì per le ferite riportate il successivo 14 gennaio all'età di 76 anni.